# Medium Rarities (álbum de Mastodon)
Medium Rarities es un álbum recopilatorio de la banda estadounidense de heavy metal, Mastodon. Fue lanzado digitalmente y en vinilo de edición limitada el 11 de septiembre de 2020 a través de Reprise Records. El álbum es una colección de pistas raras que incluyen covers, covers instrumentales de canciones anteriores y grabaciones en vivo. Su tema de apertura, una nueva canción titulada "Fallen Torches", fue lanzada el 31 de julio de 2020.

## Recepción
En una revisión positiva, Kerrang! declaró que el álbum "ciertamente subraya la extraordinaria habilidad de la banda para cambiar de forma" y destacó "Fallen Torches" como un "intento heroico de salvar 2020 a través de riffs monolíticos y un outro lo suficientemente atronador como para quebrar planetas".

## Lista de canciones
| N.º | Título                                                | Información adicional                                                                       | Duración |  |
| 1.  | «Fallen Torches»                                      | canción inédita                                                                             | 4:22     |  |
| 2.  | «A Commotion» (cover de Feist)                        |                                                                                             | 4:14     |  |
| 3.  | «Asleep in the Deep» (Instrumental)                   | lado B del sencillo "Asleep In the Deep"                                                    | 6:12     |  |
| 4.  | «Capillarian Crest» (en vivo)                         |                                                                                             | 4:20     |  |
| 5.  | «A Spoonful Weighs a Ton» (cover de The Flaming Lips) |                                                                                             | 3:27     |  |
| 6.  | «Toe to Toes» (Instrumental)                          |                                                                                             | 4:28     |  |
| 7.  | «Circle of Cysquatch» (en vivo)                       |                                                                                             | 3:15     |  |
| 8.  | «Atlanta» (con Gibby Haynes)                          | de la colección de singles de Adult Swim                                                    | 3:25     |  |
| 9.  | «Jaguar God» (Instrumental)                           |                                                                                             | 7:55     |  |
| 10. | «Cut You Up with a Linoleum Knife»                    | canción original de la banda sonora de Aqua Teen Hunger Force Colon Movie Film for Theaters | 1:50     |  |
| 11. | «Blood & Thunder» (en vivo)                           |                                                                                             | 3:52     |  |
| 12. | «White Walker»                                        | canción original de la banda sonora de Game of Thrones                                      | 4:20     |  |
| 13. | «Halloween» (Instrumental)                            |                                                                                             | 4:38     |  |
| 14. | «Crystal Skull» (en vivo)                             |                                                                                             | 3:25     |  |
| 15. | «Orion» (cover de Metallica)                          |                                                                                             | 8:15     |  |
| 16. | «Iron Tusk» (en vivo)                                 |                                                                                             | 2:48     |  |

## Formación
- Brann Dailor - Batería, percusión, voz
- Brent Hinds - guitarra, voz
- Bill Kelliher - guitarra
- Troy Sanders - bajo, voz
- Scott Kelly - voz de apoyo en "Fallen Torches"

## Posicionamiento
| Ranking (2020)                   | Posición más alta |
| -------------------------------- | ----------------- |
| Alemania (Offizielle Top 100)    | 91                |
| Escocia (Scottish Albums Chart)  | 32                |
| Estados Unidos (Top Rock Albums) | 38                |